# Nemanja Jovanović
Nemanja Jovanović (in serbo Heмaњa Joвaнoвић?; Negotin, 3 marzo 1984) è un calciatore serbo, attaccante del Reckenfeld.

## Carriera

### Club

#### Gli inizi in Serbia
Jovanović cominciò la carriera con la maglia della Stella Rossa. Passò poi in prestito allo Železnik e successivamente al Big Bul Bačinci.

#### Il trasferimento in Romania
Nel 2003, si trasferì all'Unirea Urziceni. Nel 2004 fu ceduto all'Argeș Pitești, con la formula del prestito. Terminata questa esperienza, tornò all'Unirea Urziceni, dove rimase per il successivo biennio. Seguirono altre due esperienze in prestito, al Pandurii e al Chimia Râmnicu Vâlcea. Ad agosto 2007, si trasferì all'Universitatea Cluj a titolo definitivo, mentre un anno più tardi si accordò con il Vaslui. A gennaio 2010, fu ceduto in prestito all'Unirea Alba Iulia.

#### L'esperienza kazaka
Nel 2011, fu messo sotto contratto dal Taraz, formazione kazaka. Esordì nella Qazаqstan Prem'er Ligasy in data 31 marzo, quando fu titolare nella vittoria per 0-1 sul campo dell'Ordabası. Il 24 aprile arrivò la prima rete, nel 3-1 sul Vostok. Il 25 agosto siglò una doppietta, ancora ai danni del Vostok, in un altro successo per 3-1.
L'anno seguente fu ingaggiato dal Qaýrat. Debuttò con questa maglia il 10 marzo 2012, nella sconfitta per 4-0 sul campo del Tobol. La prima rete arrivò il 18 marzo, nella vittoria per 3-0 sull'Oqjetpes. Nel corso dello stesso anno, si trasferì al Tobol, per cui disputò il primo incontro in data 15 luglio, quando fu titolare nella vittoria per 1-0 sull'Atyrau, siglando la rete decisiva in favore della sua squadra.

#### Sandnes Ulf
Il 13 marzo 2013, fu reso noto che la formazione norvegese del Sandnes Ulf avrebbe offerto un provino a Jovanović. Il 25 marzo firmò un contratto annuale con questo club. Non poté però effettuare immediatamente il suo esordio con la nuova maglia, a causa di alcuni problemi legati al permesso di lavoro. Il 12 aprile risolse gli ostacoli burocratici e fu aggregato alla prima squadra in vista della sfida contro il Tromsø. Debuttò nell'Eliteserien il 14 aprile, subentrando ad Aksel Berget Skjølsvik nella vittoria per 0-1 sul campo del Tromsø. A fine stagione, il club manifestò la volontà di non rinnovare il suo contratto.

#### Il ritorno in Kazakistan
Nel 2014, tornò a giocare in Kazakistan, precisamente allo Spartak Semey. Esordì in squadra il 15 marzo, schierato titolare nella sconfitta per 2-1 in casa del Tobol. Il 1º maggio ha realizzato la prima rete, nel pareggio casalingo per 1-1 contro il Qaýsar. Ha chiuso la stagione con 7 reti in 30 presenze in campionato.

#### Olmaliq
Nel 2015 è stato ingaggiato dagli uzbeki dell'Olmaliq.